# Política da Transnístria
A Política da Transnístria, uma região da República da Moldávia de facto independente, tem lugar num contexto de uma república presidencial, na qual o Presidente da Transnístria é o chefe de estado e o chefe do governo. O poder executivo é exercido pelo Governo. O poder legislativo é investido tanto no Governo como no parlamento.
A Transnístria tem um sistema multipartidário e um parlamento unicameral.
O presidente é eleito por votação popular. As mais recentes eleições parlamentares foram em novembro de 2020.